# Бучерио (Вибо Валенција)
Бучерио је насеље у Италији у округу Вибо Валенција, региону Калабрија.
Према процени из 2011. у насељу је живело 35 становника. Насеље се налази на надморској висини од 431 м.